# Bohemian Rhapsody
„Bohemian Rhapsody“ („Бохемска рапсодия“) е песен на британската рок група Куийн. Тя е написана от Фреди Меркюри за албума A Night at the Opera през 1975 година. Песента се състои от три основни части – една баладна завършваща с китарно соло, преминаване към опера и завършване с тежък рок.
Когато е издадена като сингъл, „Bohemian Rhapsody“ прави огромен комерсиален успех, като остава на върха на класациите в Обединеното кралство в продължение на девет седмици и продава повече от един милион копия до края на януари 1976 година. Тя достига номер едно отново през 1991 г. за пет седмици след смъртта на Меркюри, и се превръща в третия най-продаван сингъл на всички времена във Великобритания. В САЩ песента първоначално достига номер девет през 1976 г., а след повята си във филма Wayne's World се изкачва до номер две през 1992 и се преиздава отново, като сингъл с цел популяризиране на групата там.
Сингълът е съпроводен от рекламно видео, считано за едно от най-добрите за всички времена. Произведението помага за установяването на визуален език на съвременния музикален клип. Въпреки критичната реакция първоначално тя е смесена, особено в САЩ „Bohemian Rhapsody“ остава една от най-популярните песни на Куийн. Списание Rolling Stone класира песента на 163-та позиция в 500-те най-велики песни на всички времена.

## История и запис
Фреди Меркюри пише по-голямата част от „Bohemian Rhapsody“ в дома си в Кенсингтън, западен Лондон. Продуцент е Рой Томас Бейкър Фреди създава песента в негово присъствие, Брайън Мей решава, че проектът на Меркюри за тази песен е интересен, оригинален, и достоен за работа. Голяма част от материала е написана в студиото в съответствие с Мей, но песента е в ума на Фреди още преди да започнат. Музикалният учен Шийла Уйтъли предлага, заглавието да е като съвременна рок идеология в света на бохемските артисти, а с рапсодия да се потвърди романтичните идеали на арт рока. Джудит Перайно коментирайки бохенизмът заявява: „Тази песен ще бъде, като макет на опера, нещо извън нормата на обикновените рок песни, ще следва определена оперна логика: припев на мулти-проследени гласове, които се редуват със сола, емоциите са прекомерни а сюжетът е объркващ“.
Записите започват в Rockfield Stduio 1 в близост до Мънмът на 24 август 1975 г., след 3-седмични репетиции. По време на записването се използват допълнително четири студия: Roundhouse, SARM (East), Scorpion и Wessex. Според някои членовете на групата, Фреди Меркюри е бил подготвен психически предварително режисирал записите през цялото време. Меркюри използва пиано, с което той свири в рекламното видео и на турнето във Великобритания. Поради сложната природа на песента, тя е записан в различни раздели, само с един барабан.
Брайън, Фреди и Роджър пеят своите вокални части непрекъснато по 10 – 12 часа на ден. Цялата творба отнема три седмици за да запише, а на места включва 180 отделни „overdubs“. Тъй като ателиетата по това време предлагат само 24 аналогова лента, е било необходимо за трите „overdub“ да се използва последователен подсет. В крайна сметка се използват осмо поколение касати. Различните раздели на лентата, съдържат „submixes“ (ножчета за бръснене монтирани в правилната последователност, използвани на самозалепващите се ленти). Брайън Мей предлага, поставянето на лента да е в предната част на светлината за да могат да виждат през нея, тъй като записвали твърде интензивно. Това е най-скъпият сингъл създаван някога и остава един от най-сложните записи в историята на популярната музика.

## Състав и анализ
Песента се състои от шест части: увод, балада, китарно соло, опера, хардрок, и заключение. Този формат, с резки промени в стила, тона, и темпото е необичаен за рок музика. Зародишна версия на този стил вече е бил използван от групата в „My Fairy King“.

### Интро (0:00 – 0:48)
Началото започва с хармония, и акапелно въвеждането в B-flat major изцяло записан от Меркюри, въпреки че във видеото присъстват всички четири членове и с устните си синхронизират тази част. Текстът започва с въпроса дали животът е „истински“ или е „просто фантазия“, преди да се завърши с това, че не може да има „бягство от реалността.“ Шийла Уйтъли коментира:
| „ | В проследяващите вокали... ритъма след извиване на думи, блок акорди и липсата на преден план, мелодията създава основните неясноти..., подсилени от хармоничните промени от Б ♭ (6) в C7 1 и 2; границите между „истинският живот“ и „фентъзито“ се характеризират с нестабилност „хванато в свлачище“. | “ |

След 15 секунди в роял влиза и гласът на Фреди. Разказвачът се представя, като „просто едно бедно момче“, но заявява, че „не се нуждае от съчувствие“, защото той „лесно идва и лесно си отива“ подчертавайки мечтаната атмосфера. Края на този раздел се характеризира с бас и познатите кръстосани ръце на Меркюри на пианото както и китарен риф.

### Балада (0:49 – 2:37)
Пианото е в продължение на 4-bar в Б ♭. Джон Дийкън на бас китарата започва да свири първият тон, а вокалите на Фреди започват с промяна на соло спектакъла. Разказвачът обяснява на майка си, че той „просто е убил един човек“, „с насочен пистолет срещу главата му“ и с този акт изхвърля живота си. Този раздел Уйтъли коментира: „това е положителната животворна сила на жената да опрощава“. Хроматичен бас води модулация на E ♭, в подкрепа на настроението на отчаянието. Тейлър влиза в песента към (1:19), като тази функция на 1-1-2 ритъм вече е изпробвана в „We Will Rock You“.
В преминаването към балада във втория си стих, разказвачът показва как е уморен от своите действия (в който стих Мей влиза с китара имитирайки горния диапазон на пиано 01:50). Разказвачът казва сбогом и обявява, че се подготвя за „Голата истина“ и признава „Аз не искам да умра/понякога ми се иска никога да не съм бил роден“. Друг хроматичен произход носи модулация на Опера. Отбелязването на фалически характер Джудит Перайно също подсказва, че песента е „мелодрама на хомоеротизъм“, въпреки че, за разлика от Уйтъли, тя не разчита биографични подробности.

### Соло (2:37 – 3:03)
Както Фреди пее: „Понякога ми се иска никога да не съм бил родени“, групата изгражда интензитет, което води до китарното соло от Брайн, а то служи като мост от балада към операта. Интензитетът продължава, а басът допълва създаване на нова тоналност. Цялата група рязко сменя посоката в 3:03 мин. Продуцентът Бейкър припомня, че солото на Мей е направено само с един запис. Мей заявява, че иска да композира „една малка мелодия, която ще бъде близка на основната мелодия“. Китаристът казва, че си по-добрият начин на работа е този, в който мисълта се настройва преди самото възпроизвеждане на мелодията: „пръстите могат да бъдат предвидими, освен ако не се ръководят от мозъка“.
Джудит Перайно коментира, че: „младият герой, след като е признал престъплението пред майка си напуска дома на „Голата истина“ и се намира в един ексцентричен свят на италианската опера“. Неговото пътуване е представено от мелодично китарно соло. Тя сравнява инструменталните интерлюдия със същите структурни моменти в албума на Бийтълс – A Day in the Life.

### Опера (3:03 – 4:08)
Една бърза поредица от ритмични и хармонични промени се въвеждат в псевдооперен „midsection“, в който се съдържа основната част от сложен вокал, изобразяващи снижението на разказвача в Ада. Въпреки че основният импулс на песента се запазва, динамиката се различават значително от бар до бар, а гласът на Меркюри придружаван от пиано е подкрепен от хор, барабани, бас, пиано и тимпани. Хорът е създаден от Брайън Мей, Фреди Меркюри и Роджър Тейлър, които пеят своите вокални части непрекъснато по 10 – 12 часа на ден, което води до 180 отделни „overdubs“. Според Роджър Тейлър, гласовете на Мей и Меркюри създават комбиниран широк вокален диапазон: „Брайън пееше определено доста ниско, Фреди имаше силен глас, а аз бях добър във високите неща“. Групата иска да създаде „стена на звука“, която започва надолу и продължава през целия път нагоре. Използват камбанен ефект за лириката при „Магнифико“ и „Пусни ме“.
Лирически позовавания, в този пасаж включват Скарамуш, фанданго, Галилео Галилей, Фигаро и Бисмиллах, като съпернически се борят за душата на разказвача. Джудит Перайно описва последователността, както комикс. В песента отново се припомня: „Аз съм просто едно бедно момче, и никой не ме обича.“ Разделът завършва с лиричния текст: „Велзевул има дявол заделен за мен, за мен!“.
С помощта на 24-track технология, налична при записа, са необходими около три седмици, за да приключат разделът Опера. Продуцентът Рой Томас Бейкър заявява, че: „Всеки път, когато Фреди идва с различен Галилео, бих добавил още една част в лентата“.

### Хардрок (4:08 – 4:55)
Оперният раздел води към един агресивен хардрок мюзикъл, придружен с китарен риф, написани от Меркюри. В 04:15 Фреди пее ядосан текста и адресира до неопределено „вие“, обвинявайки го в предателство, злоупотреби и настоява „не можеш да направиш това с мен, бейби“ – което може да се тълкува като ретроспекция за някои събития, които доведоха до по-ранния балададен раздел („просто убил човек“). Следват три възходящи китари, а Фреди приключва движейки бавно ръцете си по пианото.
Перайно пише, че след „съдебният процес“ „героят става упорит [„Така че мисля, че може да ме...“] и се очертава победител от съдебния процес.“ Критичката Шийла Уйтъли свързва това с „повишено чувство за неотложност“, свързано с вътрешните сътресения на Фреди от напускането на Мери Остин. Въпреки че Остин остава близък негов приятел, тя просто трябва да се оттегли от живота му „и така се достига една метафора от отчаяние, тъй като се движи към кулминацията“.

### Заключение (4:55 – 5:55)
След като Брайън Мей изпълнява възходящи октави на ноти песента се връща в темпото и формата на въвеждане.
Китарата е придружава от хор „О, о да, о да.“ Мелодия близнак на китарата се възпроизвежда през усилвател проектиран от Джон Дийкън. Фреди завършва с думите „Нищо наистина има значение...“, заедно с пиано и ново усещане за свобода в широк вокален участък.
Според Джудит Перайно, тази крайна точка добавя „ниво на резистентност към комплекса на очарователен на мачо-рокендрол.“ Това свойство се получава чрез „Бохемска позиция към идентичността, която включва задължително променливо самоопределяне („Всеки път вятърът духа“).“ Окончателният ред на „Всеки път вятърът духа“, е последвано от тих звук на голямо там-там, и най-накрая напрежението изградено в цялата песен приключва.

## Контекст
Ню Йорк Таймс коментира, че „най-отличителната черта на песента е фаталистичният текст“. Фреди Меркюри отказа да обясни състава му, и казва, че групата е защитила своите тайни в песента.
Брайън Мей подкрепя предложенията, че песента съдържа забулени препратки към лични травми на Меркюри и припомня, че: „Фреди е един много сложен човек, лекомислен със скрити несигурности и проблеми в детството си. Той никога не обяснява текстове на песните, но мисля, че поставя много от себе си в тази песен.“ Групата се е съгласила, че в основата е един лиричен текст с лично отношение към композитора. В документален филм на Би Би Си за създаването на „Bohemian Rhapsody“, Роджър Тейлър коментира, че истинското значение на песента е „доста очевидно само с малко глупости по средата.“
| „             | Това е една от онези песни, които имат такава фантазия, за която да мислиш. Мисля, че хората трябва просто да я слушат, и мислят за нея, и след това да изразят мнение за това какво се казва за тях... „Bohemian Rhapsody“ не просто излезе от нищото. Направих малко научни изследвания, и въпреки това неискрено е като макет на опера. Защо не? | “ |
| Фреди Меркюри | |   |

Въпреки това, когато групата издава Greatest Hits на касета в Иран, листовката е преведена на персийски език с описания (отнася се и за една книга, издадена в Иран, озаглавена „Маршът на Черната кралица“ от Сара Сефати и Фархад Аркани, която включва цялата биография на групата с пълни преводи на текстовете на песни на персийски). В описанието, Куийн посочва, че „Bohemian Rhapsody“ е за млад мъж, който случайно е убил някого и като Фауст, e продал душата си на дявола. В нощта преди екзекуцията, той призовава Бог на арабски език, Бисмиллах, и с помощта на ангелите, възвръща душата си от Шейтан.
И все пак критици, журналисти и хора от академичните среди размишляват над смисъла на текста. Някои смятат, че текстовете описват убиец преследван от демони или изобразяват събития предшестващи изпълнения. Други смятат, че текстовете са написани само за да съвпада с музиката, и нямат значение; Кени Евърет цитира Фреди да твърди, че текстовете са били просто „случайно римувани глупости“.
Други я тълкуват като начин на Фреди за справяне с личните проблеми. Шийла Уйтъли отбелязва, че Меркюри достига повратна точка в личния си живот в годините, и е написал „Bohemian Rhapsody“. Той е живял с Мария Остин в продължение на седем години, но току-що започва първата си гей любов. Тя предполага, че песента предлага подробности за емоционалното му състояние, живеещият с Мария („Мама“, като Майка Мария), който иска да избяга („Мама Миа ме пусна“).

## Пускане в продажба
Когато групата иска да пусне сингълът през 1975 г., различни хора обясняват, че 5 минути и 55 секунди са твърде дълги и никога няма да бъде хит. Според производителя Рой Томас Бейкър, той и групата избягват тези корпоративни решения, като пускат песента за Capital Radio. Планът им е да се пуска само част от песента, но търсенето се засилва, когато Кени Еверет започва да излъчва пълната песен в шоуто му по 14 пъти през два дни. Огромна част от феновете се опитват да купят сингъла още следващия понеделник, но се оказва че той все още не е издаден. По същото време Пол Дрю от RKO в Щатите чува песента в шоуто Евърет в Лондон. Дрю успява да получи копие от лентата и започва веднага да я излъчва в Щатите, което всява смут в издателя на Куийн в САЩ – Електра. В интервю със Sound on Sound, Бейкър отразява, че „това е една странна ситуация, в която радиото и от двете страни на Атлантическия океан наруши правилата, и звукозаписните компании заявиха, че никога няма да разрешат песента да се пуска в ефир!“ В крайна сметка неиздаденият сингъл излиза, с „I'm in Love with My Car“, като Б-страна.
Песента застава през 1975 г. във Великобритания по Коледа като номер едно и се задържа на най-горната позиция в продължение на девет седмици. „Bohemian Rhapsody“ е първата песен, която някога достига до номер едно на два пъти с една и съща версия, и е единственият сингъл във Великобритания, който по Коледа достига до номер едно на два пъти с една и съща версия. Вторият е при повторното си пускане (като двойна А страна на сингъл с „These Are the Days of Our Lives“) през 1991 г. след смъртта на Фреди, като остава под номер едно в продължение на пет седмици.
От другата страна на океана песента също застава високото в класациите. В Съединените щати сингълът е успешен (макар и по-малко от този в Обединеното кралство). Оригиналният сингъл, е пуснат в началото на 1976 г., и достига номер девет в Billboard Hot 100, а при повторно пускане през 1992 г. до номер две. В последващо интервю, Антъни ДеКъртис от списание Ролинг Стоун обяснява относително слабото представяне на песента в класациите на САЩ, казвайки че това е „най-чист пример за нещо, което не може да има успех Америка“. В канадските публични регистри за купуване на музика, сингълът се справят по-добре, достигайки номер едно в националната класация сингли на 1 май 1976.

## Промоционално видео
Въпреки че някои артисти са правили видеоклипове, които да придружават песни (включително Куийн, например „Keep Yourself Alive“, „Seven Seas Of Rhye“, „Killer Queen“ и „Liar“ които са „поп промоции“, тъй като те са били известни), едва след успеха на „Bohemian Rhapsody“, се превръща в редовна практика звукозаписните компании да създават рекламни клипове за изпълнители. Тези клипове могат да бъдат показани в телевизионни предавания, като например това на Би Би Си – Top of the Pops, без да е необходимо музикантите да участват лично. Промо-видеото позволява на различни изпълнители да имат излъчване на тяхна музика придружена от техен избор на визия, а не танцьори като Pan's People. Според Брайън Мей, видеото е било направено, така че групата да може да избегне именно Top of the Pops, тъй като те биха изглеждали на разстояние от такава сложна песен. Също така казва, че групата знае, че на турнетата ще е трудно да се появи в програмата така или иначе. Видеото е приветствано, като началото на MTV.
Групата е привлечена от компания, наречена Trillian, която снабдявала спортни покрития за ITV. Те наемат един от камионите им и стигат до Elstree Studios, където групата репетира за турнето си. Клипът е режисиран от Брус Гоуерс, който режисира и видеоклипа от 1974 г. на концерта на групата в Rainbow Theatre в Лондон, записан е от оператора Бари Дод и асистент-режисьора Джим МъкКътчен. Видеото е записано само за четири часа на 10 ноември 1975 г., на обща стойност от 4500 лири.
Видеото започва с един кадър от четирите членове на групата в почти пълна тъмнина, тъй като те пеят акапелната част. Светлините избледняват и снимка на кръстосаните ръце на Фреди се появяват в близък план. Съставът на кадъра е същият, като този от снимката Мик Рок за втория им албум Queen II. Снимката, вдъхновена от снимка на актрисата Марлене Дитрих е любимата тяхна снимка. Видеото избледнява и те започват да използват своите инструменти. В оперната част на видеото, на сцената се връща Queen II в изправено положение, след което се завръща отново на сцената по време на твърдия рок елемент. В последните секунди на клипа Роджър Тейлър е изобразен гол до кръста, използвайки гонг.
Всички специални ефекти са постигнати по време на записа. Визуалният ефект от лицето на Фреди, е направен чрез посочване на видеокамерата към монитора, като дават визуална обратна връзка, отблясъци, аналогични на аудио обратна връзка. От шестоъгълни клетки илюзията е създаден с помощта на обектива. Видеото е редактирано в рамките на пет часа, защото е трябвало да се излъчи същата седмица, в която е записано. Материалът е изпратен на Би Би Си веднага след като е завършен и е излъчен за първи път на Top Of The Pops през ноември 1975 година. След няколко седмици на номер едно, е създадено алтернативно видео. Най-очевидната разлика е в пламъци, насложени върху въвеждането, както и няколко алтернативни ъгъла на камерата.

## Критична реакция, признание и наследство
Въпреки че песента се превръща в една от най-почитаните в популярната музикална история, първоначалната критична реакция е лоша. Melody Maker казва, че Куийн сближават яростта на Balham Amateur Operatic Society в извършване към The Pirates of Penzance.
 Вестникарският критик и редактор Алън Джоунс пише: „чух само повърхностно впечатляваща имитация на оперен стил.“
Въпреки това песента е спечелила множество награди, и е била предмет на ползване от много артисти. През 1977 г., само две години след нейното издаване, британската звукозаписната индустрия поставя „Bohemian Rhapsody“, като най-добрият британски сингъл в периода 1952 – 1977. Тя редовно влиза в анкети за най-велики песни, и е записана в Книгата на Гинес през 2002 г. като най-добрият британски сингъл на всички времена. През 2004 г. списание Ролинг Стоун поставя тази песен на 163-то място в списъка с 500-те най-велики песни на всички времена.
Песента е включена в десетте песни на BBC World Service за откриване на любима песен на света. През 2000 г. тя е на второ място след „Imagine“ на Джон Ленън в анкета на телевизионния Канал 4 за 100-те най-добри номер едно песни. Влиза и в топ 5 на холандските най-добри сингли на всички времена от 1977 г. насам, достигайки номер едно осем пъти повече от всеки друг изпълнител. В годишния Топ 2000 (излъчван от 1999 г.) тя е до 2005 г., е номер едно всяка година. През 2005 г. се понижава с едно място до номер 2, само за да върне на първо място през 2006 г.
През 2004 г. песента е приета в Залата на славата на наградите Грами. От 2004 г., „Bohemian Rhapsody“ е втората най-пускана песен на британското радио, в клубове и на jukeboxes заедно, с Прокъл Харъм – „A Whiter Shade of Pale“. На 30 септември 2007 г. относно Радио 1 и неговият 40-и рожден ден, става ясно, че „Bohemian Rhapsody“ е най-пусканата песен след старта на Радио 1. През 2004 г. Би Би Си включва песента, като част от „Историята на...“ поредица от документални филми, посветени на конкретни песни. Първото излъчване е през декември 2004 г., програмата включва историята на песента, обсъдена в интервюта, взети от Роджър Тейлър и Брайън Мей в студиото, където песента е била записана.

### Wayne's World
Песента се ползва, за да популяризира допълнително Куийн в САЩ през 1992 г., като част от саундтрака към филма Wayne's World. Режисьорът на филма Пенелопе Сферис се е колебаел дали да я използва, тъй като героите са почитатели на по-малко пищен хардрок и хевиметъл. Въпреки това Майк Майърс настоява, че песента отговарят на стила.
Във връзка с филма е направен нов видеоклип, като са събрани откъси от филма с кадри от оригиналното видео на Куийн. Майърс бил потресен, че звукозаписната компания е смесила кадри от Wayne's World с оригиналния клип, страхувайки се, че това ще разстрои групата. Той поисква от звукозаписната компания официално да каже, че клипът не е бил негова идея, и че той се извинява. Куийн обаче изпращат отговор, в който се казва: „Благодарим ви, че използвате нашата песен.“ Това шокира Майърс, който от своя страна заявява: „Благодаря ви, че дори ми позволихте да докосна ръба на дрехите ви!“
Видеоверсията на „Bohemian Rhapsody“ спечелва на Куийн на MTV Video Music Award награда за „Най-добро видео от филм.“ Брайън Мей и Роджър Тейлър приемат наградата, а Брайън с емоция казва: „Фреди ще бъде радостен.“ В последната сцена на клипа, е включено видео от оригиналния, и „Bohemian Rhapsody“ се преобразява в един клип, идентичен с породени техни снимки от 1985, като от една страна е изобразено видеото на „One Vision“. Това повторното пускане (с „The Show Must Go On“ като двойна-А страна) се изкачва до номер 2 в Съединените щати през 1992 г. 16 години след първоначалното и пускане там през 1976 (тогава достига до 9-а позиция).

## Изпълнение на живо
В акапелен аспект песента е твърде сложна, за да свири на живо, така че Фреди опитва различни начини за въвеждане на песента. Когато песента „Mustapha“ става любима тяхна песен на живо, Меркюри често с тази песен открива техните концерти, защото това е по-лесно, тъй като е необходим само един глас. По време на турнето Hot Space, Фреди Меркюри прави пиано импровизация, която приключва с първите ноти на песента. Често „Death on Two Legs“ слага край, а той седя на пианото, и започва да изпълнява баладния раздел.
В началото след издаването на песента оперната част се оказа проблем за групата. Поради богато мулти-проследяване, не може да бъде изпълнена на сцената. Групата не разполага с достатъчно време между турнетата Sheer Heart Attack и A Night at the Opera, за да се намери начин и да я изпълни на живо, така че те споделят песента в три части, които се изпълняват през цялата нощ на съответния концерт. Започването и приключването на баладния раздел се изпълнява в рамките на сборник с „Killer Queen“ и „March of the Black Queen“, като оперният раздел се заменя с хардрок.
Със започването на турнето A Day at the Races през 1977 г., групата приема траен начин на изпълнение на песента на живо. Откриването на баладния раздел на сцената е след китарно соло на Брайън Мей, светлините се понижат а групата напуска сцената, като оперния се пуска на запис. С взрив от пиротехника на висок тон, Роджър Тейлър обявява завръщането на групата с твърдия рок раздел и отново баладна точка на приключване. Куийн изпълнява песента в тази форма през цялото турне Magic Tour от 1986. Този начин на изпълнение на песента се използва и за възпоменателния концерт в памет на Фреди – Freddie Mercury Tribute Concert, с Елтън Джон. Той пее откриването на баладния раздел, а след това със запис е пуснат оперения, Аксел Роуз излиза на сцената, за да изпее твърдия рок. Джон и Роуз заедно изпълняват края на песента.
„Bohemian Rhapsody“ се изпълнява и от Куийн + Пол Роджърс през цялото им турне, придружена от видеото на Меркюри. Кадри от Live at Wembley '86 са били използвани за турнето 2005/2006, както и от 1981 г. от Queen Rock Montreal, са включени в изпълнение за Rock the Cosmos Tour. В оперния раздел при концертите групата влиза зад кулисите, който е придружен от видео за Фреди Меркюри. Когато твърдият рок раздел започва, осветлението се връща до пълния си обхват на сцената, а Роджърс поема вокалите. Роджърс пее заедно със записания глас на Фреди, и това позволява на публиката да пее финалните думи. Брайън Мей казва: „Ние трябва да отговорим на предизвикателството за получаване гласа на Фреди по начин, който той заслужава, но без да унизим Пол.“

## Музиканти
- Фреди Меркюри: вокали, пиано, задни вокали
- Брайън Мей: ритъм китари, задни вокали
- Джон Дийкън: бас китара, задни вокали
- Роджър Тейлър: барабани, задни вокали